# Nicholas Sanduleak
Nicholas Sanduleak (22 iunie 1933, Lackawanna, Statul New York, Statele Unite ale Americii – 7 mai 1990) a fost un astronom american de origine română.
Asteroidul 9403 Sanduleak îi poartă numele.

## Biografie
Nicholas Sanduleak s-a născut la 22 iunie 1933, la Lackawanna, în Statul New York. Părinții săi s-au născut în România și s-au mutat la Cleveland la puțin timp după nașterea sa. Și-a făcut studiile la Case Institute of Technology, unde a primit un B.S. în 1956. După serviciul militar, și-a încheiat studiile și a primit un master, în 1961 și și-a susținut teza de doctorat în 1965. Conducătorul tezei sale de doctorat era Victor Blanco. După ce a lucrat la Observatorul de la Kitt Peak și la Cerro Tololo Interamerican Observatory, și-a găsit un post la Warner and Swasey Observatory, unde a lucrat până la moarte, care a survenit după o criză cardiacă.

### Contribuții științifice
Sanduleak a fost un spectroscopist. A fost primul care a măsurat diferențele de compoziție chimică din stelele din Micul Nor al lui Magellan și din Marele Nor al lui Magellan. A fost codescoperitor al stelei SS 433. Asteroidul 9403 Sanduleak a fost numit în onoarea sa.